# Замок Файхлегг
Замок Флайхлегг (англ. Faithlegg Castle) — один із замків Ірландії, розташований у графстві Вотерфорд.
Замок Флайхлегг побудував Реджинальд МакГіллеморі у 1171 році для захисту своїх володінь. Перший замок Флайхлегг був типу «Мотт-та-Бейлі» — дерев'яним замком на штучному пагорбі, що оточений ровом. У той час цей замок називався замком Ренаудес. У документах 1311 року зазначається, що ці землі були у власності могутніх феодалів графства Вотерфорд. Але від замку Ренаудес на той час лишився тільки рів і був збудований новий кам'яний замок Флайхтегг. Замок Флайхлегг був твердинею англо-норманських феодалів з родини Айлвард, що володіли цим замком сотні років. Замок Флайхтегг зображений на малюнку Френсіса Джобсона, що датується 1591 роком. У 1641 році спалахнуло повстання за незалежність Ірландії. Родини так званих «старих англійців», що лишились католиками, перейняли ірландські звичаї та мову підтримали повстання. Серед них була і родина Айлвард. Над замком Флайхтегг замайорів прапор Ірландської конфедерації. Олівер Кромвель втопив повстання в крові. Після поразки повстання землі та замки були конфісковані у колишніх власників і передані новим власникам — новій хвилі англійських колоністів, яких назвали в Ірландії «нові англійці» або «виродки Кромвеля». Замок Флайхлегг був обложений і взятий штурмом англійськими військами під проводом капітана Вільяма Болтона. Йому ж було даровано замок і землі Флайхлегг після конфіскації. У XVIII столітті замок був закинутий і перетворився на руїну.